# 卢士启
卢士启（？—？），范阳涿（今河北省涿州市）人，出自范阳卢氏北祖第三房，是北魏散骑常侍、幽州大中正、宁朔将军、固安宣侯卢玄的玄孙，北魏假节、镇远将军、济州刺史、固安惠侯卢度世的曾孙，北魏散骑常侍、镇西将军、雍州刺史卢昶的孙子。
卢士启与叔父卢元明的第二位夫人荥阳郑氏通奸，卢元明不能与郑氏分离断绝婚姻，当时的舆论因此贬低卢元明。